# Acremonium dichromosporum
Acremonium dichromosporum är en svampart som beskrevs av W. Gams & Sivasith. 1975. Acremonium dichromosporum ingår i släktet Acremonium, ordningen köttkärnsvampar, klassen Sordariomycetes, divisionen sporsäcksvampar och riket svampar.   Inga underarter finns listade i Catalogue of Life.